# Euricratide
Euricratide, (in greco antico: Εὐρυκρατίδης?, Eurykratìdes) o Euricrate (in greco antico: Εὐρυκράτης?, Eurykràtes) (Sparta, ... – 590 a.C. circa), è stato un re di Sparta della dinastia degli Agiadi.

## Biografia
Secondo Erodoto, Euricratide era figlio del predecessore Anassandro e padre del successore Leonte, mentre secondo Pausania il re, chiamato "Euricrate" dal geografo, era il figlio di un omonimo Euricrate a sua volta figlio di Anassandro. In tal caso, Euricratide (o Euricrate), sarebbe stato il nipote del re Anassandro e non il figlio come riporta Erodoto.
Durante il suo regno e quello del figlio Leonte gli Spartani furono impegnati in una guerra contro Tegea, nella quale furono a più riprese sconfitti. La guerra fu successivamente vinta da Anassandrida II, il figlio di Leonte.